# Ēriks Raisters
Ēriks Raisters (* 13. Novemberjul. / 26. November 1913greg. in Riga; † 25. Mai 1942 in Gorodischtschi) war ein lettischer Fußballspieler. Er war bekannt für seinen perfekten Eckstoß und wurde oft als einer der besten Stürmer der lettischen Nationalmannschaft vor dem Zweiten Weltkrieg bezeichnet.

## Karriere und Leben
Ēriks Raisters wurde im Jahr 1913 in Riga in die Familie des Buchhalters Ernest Raisters (1881–1955) und seiner Frau, der Handarbeitslehrerin Berta Antonija Rubene (1889–1976) geboren. Sein Bruder Wilhelm Raisters (1912–?) war Tischtennisspieler und lebte nach dem Zweiten Weltkrieg in Chicago. Im Jahr 1933 machte er seinen Abschluss am 1. Staatsgymnasium Riga.
Raisters begann seine Fußballkarriere bei JKS Riga einem Verein der Vereinigung Christlicher Junger Menschen. Ab 1932 war er Spieler der ersten Mannschaft. Nach der Saison 1933 wechselte er zum RFK Riga. Bereits in seiner ersten Saison mit RFK gewann er den Titel des lettischen Meisters und war dabei einer der produktivsten Spieler der Mannschaft. Zusammen mit RFK gewann Raisters insgesamt drei Meistertitel (1934, 1935 und 1940) und zweimal den lettischen Pokal (1937 und 1939).
Im selben Jahr der ersten Vereinsmeisterschaft debütierte Raisters in der Lettischen Nationalmannschaft gegen Litauen. In seinem zweiten Spiel gegen den gleichen Gegner ein Jahr später erzielte er beim 6:1-Sieg sein erstes Länderspieltor. 1937 nahm er mit der Nationalmannschaft am Baltic Cup teil und gewann das Turnier. 1938 nahm er ein weiteres Mal mit Lettland teil. Er war der jeweils erste Spieler der in der Lettischen Länderspielgeschichte in einem Spiel gegen Deutschland (25. Juni 1937) und Österreich (5. Oktober 1937) ein Tor erzielte. In den Reihen der lettischen Nationalmannschaft zeigte Raisters überzeugende Leistung, wodurch auch das Interesse ausländischer Vereine geweckt wurde, und im Herbst 1938 die lettische Presse schrieb, dass es Interesse französischer und tschechischer Vereine an Raisters gäbe. 1940 absolvierte er das letzte Länderspiel das zugleich das letzte von Lettland bis 1992 blieb. Er bestritt zwischen 1934 und 1940 insgesamt 27 Spiele in der lettischen Nationalmannschaft und erzielte dabei 6 Tore. Raisters spielte in seiner Fußballkarriere hauptsächlich als Rechtsaußen. Im letzten Jahr spielte er für den FK Dinamo Riga, doch im Frühjahr 1941 bestritt er als Spieler des FK Dinamo Minsk einige Spiele in der höchsten Liga der Sowjetunion.
Raisters war 1941 in einen Konflikt mit einem Vertreter der sowjetischen Besatzungsbehörden verwickelt, für den ihn ein Gericht zu neun Jahren Gefängnis oder zum Einsatz in der Minsker Dinamo-Einheit verurteilte. Im Frühjahr 1941 spielte Raisters Fußball in den Reihen des FK Dinamo Minsk, wurde aber später zur Roten Armee eingezogen. Er starb 1942 im Alter von 28 Jahren in einem Lager in Gorodischtschi, in der Oblast Wladimir an einer Lungenentzündung.

## Erfolge
mit RFK Riga:
- Lettischer Meister: 1934, 1935, 1940
- Lettischer Pokalsieger: 1937, 1939

mit Lettland:
- Baltic Cup: 1937